# Noite de São João (peça)

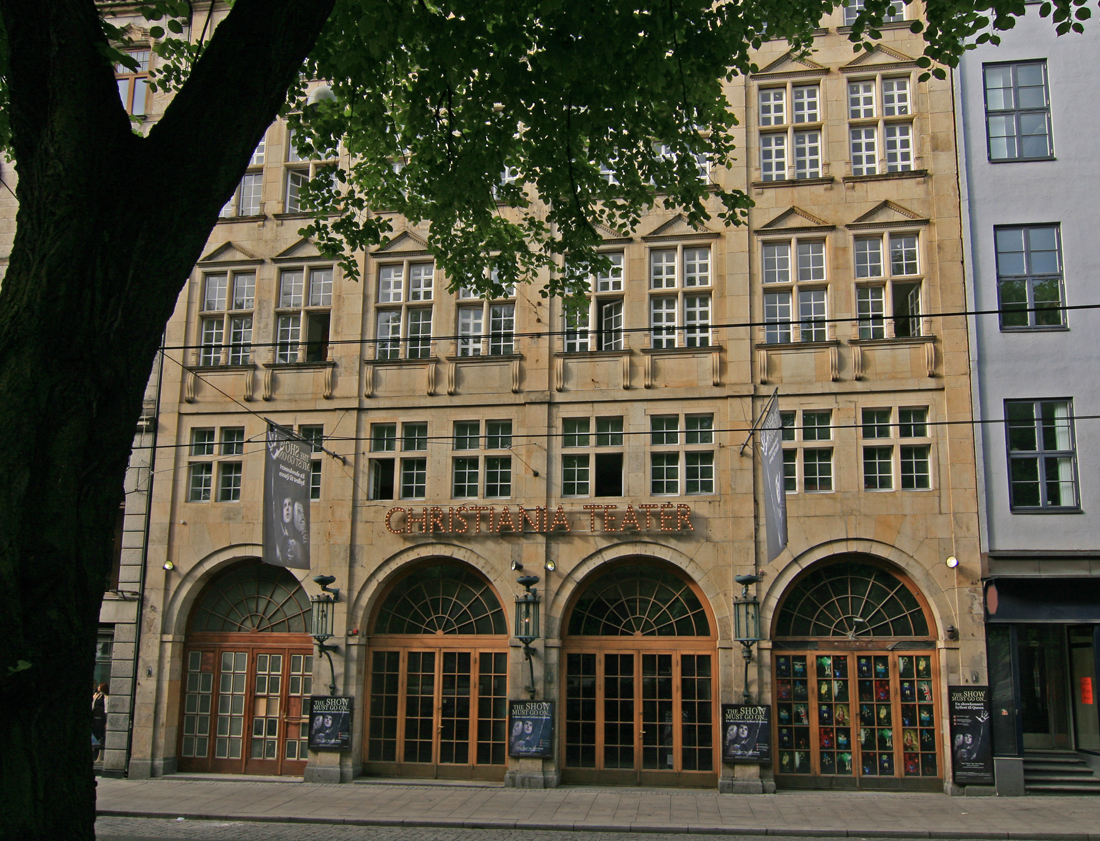
Det Norske Teater, onde a peça “Noite de São João” estreou.

Noite de São João (Sancthansnatten) é uma peça escrita pelo dramaturgo norueguês Henrik Ibsen e publicada em 1853. A peça não foi, costumeiramente, incluída nas obras completas de Ibsen, e considera-se o motivo para isso a opinião crítica negativa, quando foi mostrada pela primeira vez, no Det Norske Teater, em Bergen em 2 de janeiro de 1853.

## Enredo
A história ocorre durante a festa de verão em uma fazenda no vale do Telemark. Aqui, apresenta-se uma dualidade de atitudes, simbolizada pela casa de fazenda antiga, habitada pelo velho fazendeiro Berg e sua neta Anne, e uma nova casa, habitada pela madrasta, Mrs. Berg, e sua filha Juliane, de um casamento anterior. No momento em que a trama ocorre, o pai de Anne está morto, e a grande questão é a herança.
Mrs. Berg deseja que sua filha Juliane herde a fazenda, e encontra-lhe um pretendente da cidade, Johannes Birk. Ele chega com o irmão de Juliane, Jørgen, e um colega, Julian Paulsen. Os jovens se reúnem para uma viagem ao monte St. John (Sankthanshaugen), para participar de uma festa rural. Jørgen prepara o ponche, mas as pessoas não estão cientes do duende, que vive no sótão da antiga casa, e que mistura a bebida com uma flor mística, cujo poder é trazer a memória para aqueles que se esqueceram de seu passado.
Depois de provar a bebida, os jovens se afastam. Anne caminha com Johannes Birk, Julian Paulsen com Juliane. Como a chegada da noite, os elfos dançam na floresta, e Anne encontra uma flor, “Chaves de St. Mary e, dessa forma, ordena que a montanha se abra, e os casais testemunham uma encenação, em que surge contada em versos a história de uma menina que fora sequestrada pelo rei da montanha, e bebera um copo de esquecimento. Anne é enlevada pelas velhas canções folclóricas, cujos versos conhece e, surpreendentemente, o mesmo acontece com Johannes Birk. Julian Paulsen, por outro lado, interpreta o rei da montanha como um "cavalheiro das classes superiores".
Após esta visão, Anne reconhece Birk como seu amigo de infância, e Paulsen reconhece Juliane de uma escola de dança na cidade. No dia seguinte, os casais decidem se envolver da maneira como a peça demonstrara, contrariando Mrs. Berg, que tinha planos de governar a fazenda por meio de Johannes Birk. A flor que Anne encontrara se transforma em uma verdadeira chave e, com isso, seu avô abre uma caixa há muito tempo esquecida, contendo a vontade do pai, isto é, que a herança seja de Anne, quando ela casar. No final, Mrs. Berg é espancada, Anne se casa com Birk, Julian se casa com Juliane e todos ficam felizes com a mudança de planos. O verdadeiro vencedor na verdade é o duende, que planejara tudo.

## Personagens
- Mrs. Berg.
- Jørgen Kvist, estudante
- Juliane, filha de Mrs. Berg
- Anne, enteada de Mrs. Berg
- Berg
- Mandt
- Johannes Birk
- Julian Poulsen
- Duende

## Histórico

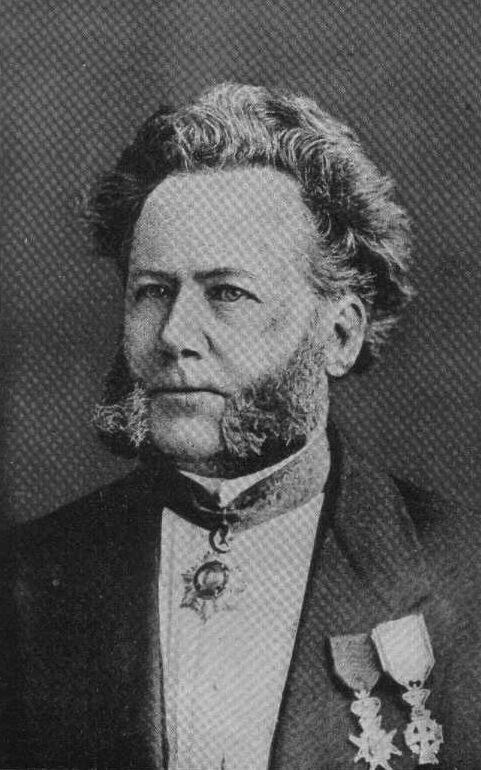
Henrik Ibsen, autor de “Noite de São João”.

Ole Bull (1810-1880), violinista e fundador do Det Norske Teater, em Bergen, ofereceu a Ibsen o posto de diretor artístico, cuja incumbência era a de escrever peças para o dia comemorativo da fundação do teatro, em 2 de janeiro de cada ano, e a primeira peça escrita nesse contexto foi Noite de São João, que foi representada em 2 de janeiro de 1853. Para realizá-la, Ibsen se preparara viajando pela Dinamarca e Alemanha, observando a dramaturgia do filósofo alemão Hermann Hettner e, segundo Carpeaux, “a comédia fantástica foi escrita à maneira das comédias populares do poeta dinamarquês Hostrup”.
Noite de São João foi escrito durante a primavera e o verão de 1852, provavelmente iniciado em Bergen, e terminado durante o estudo de Ibsen no exterior, no verão de 1852, talvez em Dresden. Na Dinamarca, teve contacto com Johan Ludvig Heiberg, Presidente do Teatro Real de Copenhague. Não só ele deu a Ibsen livre acesso aos espetáculos teatrais, como deixou-o visitar as instalações do teatro. Heiberg era em si um dramaturgo importante. Especialmente sua comédia “Syvsoverdag” serviu de inspiração para a Noite de S. João.
Outro inspirador de Ibsen na época foi Hermann Hettners, com o livro “Das moderne Drama”. Ibsen leu esse livro em Dresden, e em um dos capítulos Hettner fala sobre a comédia de aventura romântica. Noite de São João é apenas uma tentativa neste gênero.
Uma terceira inspiração foi William Shakespeare. Ibsen viu produções de Shakespeare em Copenhague e Dresden. Em Dresden, viu uma produção de "Sonho de Uma Noite de Verão", e usou alguns elementos do enredo daquela peça: Puck (o nisse Shakespereano), a flor, a confusão dos casais, os elfos, e até mesmo a noite de verão em si. Tal como Puck, o nisse apresenta o epílogo da peça.

## Características
A peça leva em conta as variantes do nacionalismo romântico, na Noruega. Por um lado, representado por Paulsen, temos a ideia ingênua e irrealista de "natureza" e "originalidade", ou mesmo "a vida primitiva", visto de um seguro ambiente urbano. Por outro lado, a visão mais realista do país e da cultura agrícola da Noruega. O primeiro é apresentado como arrogante, o outro como humilde. Alguns dos temas são inspirados em peças similares escritas por Henrik Wergeland, e foram utilizados novamente em Peer Gynt. Além disso, Ibsen faz alusão a contos populares noruegueses.

## Recepção e crítica
Noite de São João foi, na época de sua representação, “um completo fracasso”. A estreia apresentou o teatro lotado, mas a audiência vaiou. Foram somente duas apresentações, e na segunda noite, havia muitos lugares vagos.
A figura cômica de Julian Paulsen fora, na época, um comentário satírico sobre o romântico urbano, notadamente Johan Sebastian Welhaven. Paulsen é um nacionalista romântico, ansiando ser a figura sedutora das florestas da Noruega.
Ibsen, através de alguns personagens, parece mostrar que Paulsen está longe de ser a verdade de ambos, do folclore e da vida rural, e Ibsen reflete alguma intolerância aos agricultores. A sátira foi clara, e o público reagiu com desprezo, sentiu-se ofendido, e assim a peça não foi bem recebida, não sendo incluída em seu "Obras completas", e não foi produzida novamente até 1978, sob a supervisão de Ingeborg Refling Hagen.

## Edição em livro
Noite de São João nunca foi publicado, sob qualquer forma, durante a vida de Ibsen. Em 1909, foi publicado no primeiro volume de Efterladte, publicado pela Halfdan Koht e Julius Elias. Este último, historiador da literatura alemã, tentou obter permissão de Ibsen para incluir a peça na primeira edição alemã de suas obras reunidas (o primeiro volume apareceu em 1898), mas Ibsen recusou. Em resposta a Julius Elias, alega que a peça não é sua, e insinua ser de inspiração alheia, provavelmente se referindo a Theodor Christian Bernhoft, colega de Ibsen em Oslo, em 1850-51. Bernhoft poderia ter dado a ideia para Ibsen escrever Noite de S. João, mas seu manuscrito final, no entanto, devem ter sido do próprio Ibsen.